# Polikarpov VIT-1
O Polikarpov VIT-1 (em russo:  Vozdooshny Istrebitel' Tahnkov — Destruidor de tanques voador) foi um avião bimotor multi-propósito soviético desenvolvido antes da Segunda Guerra Mundial para a Força Aérea Soviética. Um protótipo foi construído em 1937, com armamento extremamente pesado para tarefas de ataque ao solo. Este foi o único avião construído, após ter sido decidido revisar o projeto com motores mais potentes, surgindo então o VIT-2.

## Desenvolvimento
A OKB Polikarpov recebeu a solicitação em 1936, de iniciar o desenvolvimento de uma aeronave bimotora rápida que pudesse ser usada para tarefas de ataque ao solo e como caça pesado. A OKB entregou então a versão de ataque ao solo no ano seguinte para avaliação, apesar de poder ser modificado conforme necessário para outras tarefas. O VIT-1 foi razoavelmente bem-sucedido, mas foi decidida a colocação de motores mais potentes e a modificação de sua estrutura. A aeronave melhorada foi designada VIT-2.
O VIT-1 tinha asa baixa e com uma estrutura mista. A fuselagem monocoque era feita em metades de 'shpon', uma madeira compensada moldada. As estruturas da asa e cauda eram produzidas de uma mistura de tubos de aço e duralumínio com um acabamento de duralumínio. O VIT-1 recebeu as primeiras superfícies de comando de metal da União Soviética. O trem de pouso principal retraía nas naceles dos motores, sendo a bequilha fixa. O nariz era muito envidraçado, dando ao bombardeiro/navegador uma boa visibilidade, sendo armado com um canhão ShVAK de 20 mm e capaz de movimentar-se 10º verticalmente. O atirador traseiro/rádio-operador sentava atrás do piloto em uma torre manual armada com uma metralhadora ShKAS de 7.62 mm. Dois canhões de 37 mm Shpitalnyi Sh-37 eram montados na raiz da asa com canos bem proeminentes. Até 600 kg de bombas poderiam ser carregados internamente na fuselagem ou um par de bombas de 500 kg FAB-500 sob a asa. Utilizou um par de motores   Klimov M-103 de 716 kW (960 hp) girando hélices tripás.

### Aeronaves similares
- Henschel Hs 129
- Messerschmitt Bf 110
- Potez 630